# ستيوارت ريبلي
ستيوارت ريبلي (بالإنجليزية: Stuart Ripley)‏ هو لاعب كرة قدم بريطاني في مركز نصف الجناح، ولد في 20 نوفمبر 1967 في ميدلزبرة في المملكة المتحدة. شارك مع منتخب إنجلترا تحت 21 سنة لكرة القدم ومنتخب إنجلترا لكرة القدم. أما مع النوادي، فقد لعب مع بلاكبيرن روفرز وبولتون واندررز وشيفيلد وينزداي ونادي بارنسلي ونادي ساوثهامبتون ونادي ميدلزبره.

## وصلات خارجية
- ستيوارت ريبلي على موقع الاتحاد الدولي (مؤرشف)  (الإنجليزية)
- ستيوارت ريبلي على موقع قاعدة بيانات كرة القدم.إي يو (الإنجليزية)
- ستيوارت ريبلي على موقع ناشيونال فوتبول تيمز (الإنجليزية)
- ستيوارت ريبلي على موقع Soccerbase.com (لاعب) (الإنجليزية)
- ستيوارت ريبلي على موقع عالم كرة القدم.نت (الإنجليزية)